# 王緒 (唐朝)
王緒（？—885年），壽州（治所在今安徽省淮南市壽縣）人，唐朝末年军阀。
王绪本為屠夫，家中頗有積蓄。唐中和元年（881年）八月，散家資起兵，响應黃巢之亂。王緒与其妹夫刘行全聚众500多人，攻陷壽州，一个多月后又攻陷光州（今河南省信陽市一帶），王绪自称将军，部队达到1万余人。王绪的部队史称“光寿军”。王绪强迫当地的许多杰出人物加入光寿军，包括固始縣人王潮、王審邽和王審知三兄弟，王潮被王绪任命为军正，主管粮仓。
当时，蔡州節度使秦宗權势力强大，王绪率光寿二州归附秦宗权。秦宗权封王緒為光州刺史，要求王绪率军与其一起攻击黄巢，王绪迟迟不行动。秦宗权又要求提供租赋，王緒无法按时上交，秦宗權发怒，遂于光啟元年（885年）正月发兵攻打王绪。王緒害怕，率光寿军5000人，裹挟民众南逃，任命刘行全为前锋。光寿军经江州（今江西省九江市）、洪州（今江西省南昌市）、南康进入福建道。光寿军攻陷汀州，王绪自称汀州刺史，接着又攻克漳浦、漳州，但都无法守住。此时，光寿军发展到数万人。八月，光寿军到达漳州，由于道路艰险、缺少军粮，要求部属不許攜帶老弱親戚，以節省軍糧；因要求王潮三兄弟拋棄老母，王潮與之力爭，王緒憤怒，打算斬殺王潮之母，諸將力諫，才幸免于难。由于术士说光寿军中有人将会兴起，王绪日益猜忌部下，借故杀死军中许多杰出人物，刘行全也被他杀死，导致军中人人自危。不久，在光寿军经过南安时，王潮说服前鋒將与其合作，挑选壮士数十人在竹林中设伏，擒获王绪。王潮自立為元帥，將王緒囚于军中。王緒不堪受辱，自殺。